# サードステージ
サードステージとは、株式会社コーエー（現・コーエーテクモゲームス）発売の競馬シミュレーションゲーム『ウイニングポスト』シリーズに登場する架空の競走馬（スーパーホース）。同シリーズを代表するスーパーホースで、競走馬名の由来は初代「ウイニングポスト」の開発スタッフに劇団「第三舞台」のファンがいたことにある。

## 概要
登場する全作品においてトウカイテイオーを父とする。プレイ開始年が発売年以降となる初期のシリーズ作品では、トウカイテイオーの父・シンボリルドルフから父子3代にわたる東京優駿（日本ダービー）優勝、さらには三冠を達成した状態でゲームが開始される。達成していない状態で登場するシリーズ作品においてもゲーム開始後に達成する可能性がきわめて高くなるよう能力設定がなされているが、初代「ウイニングポスト」においてはユーエスエスケープ（父アイネスフウジン）という同じく強力なスーパーホースと鎬を削ることになる。「ウイニングポスト2」においては、ゲーム内で仔のウインドバレー、孫のラストステージ、曾孫のウイニングポストとサイアーラインが繋がることを想定したゲーム設計がなされている。
母にはシリーズ初期の作品ではスカーレットリボン、次いでその全妹のスカーレットブーケ（この場合、皐月賞や天皇賞（秋）などを制したダイワメジャーや、有馬記念などを制したダイワスカーレットの半兄弟となる）が設定されたが、ウイニングポスト7の2007年度版以降ではファレノプシスに変更されている。
『5』をのぞくシリーズ作品すべてに登場し、『6』までの作品は常に最強のライバルホースとしてプレイ開始から1年ないし3年間ゲーム内に君臨する。ただし『7』シリーズと無印『8』では、スーパーホースは通常の史実馬と同じ扱いとなっている為、史実再現年度（同作の発売年度）終了後1年目の競走馬に変更されており、他の史実馬と同じく一定の条件を満たすことで通常入手できる。
2013年にトウカイテイオーが逝去しており、史実再現年度終了後から出現するスーパーホースの都合上、『8 2015』以降の『8』シリーズで「未来シナリオ」（史実再現年度終了後からのシナリオ）をプレイする場合、サードステージがスーパーホースではなくすでに競走馬を引退したスペシャル種牡馬として登場する。これらの作品では、通常のシナリオをプレイする場合、トウカイテイオーの種牡馬引退がサードステージの種付けまで先送りにされることで辻褄を合わせている。更に『9 2020』では『9』で削除された「未来シナリオ」の再実装に際して、トウカイテイオーの死後相当な年数が経過していること、その他の種牡馬を新たな父馬に据えることは性質上そぐわないことから「プレイヤーが介入しない限り」スーパーホースとしても種牡馬としてもゲームには登場しない。2015年の種付時にファレノプシスをプレイヤーが所有しており、同馬にトウカイテイオーを種付けする（あるいは所有しているファレノプシスの種付けを行わないまま種付けシーズンを終え、CPUに同馬の種付けを任せる）ことで、翌2016年に実在馬に混じって同馬が誕生する設定となっている。一方で、同年産まれの（実在の）日本ダービー馬ロジャーバローズは『9 2020』以降の全てのシリーズ作品において権利の都合上登場していない。
なお、サードステージという馬名の馬は実在し、1992年生まれのナイスダンサー産駒（netkeibaによるプロフィール）、2005年生まれの荒尾競馬場所属のグレートサン産駒にも同名の馬（牝馬）がいる（地方競馬全国協会によるプロフィール）。
漫画家のゆうきまさみはウイニングポストをやりこんでいた時期があったらしく、漫画版『機動警察パトレイバー』の最終話で後藤警部補がスポーツ新聞を読みながら「あー、サードステージ調子良さそうだなあ」「こりゃ、秋のレースは全部持って行かれるぞ」と呟いているシーンがある。

## 血統表
- 『ウイニングポスト7　2007』以降

| サードステージの血統パーソロン系（トウルビヨン系）／Northern Dancer 5×4=9.38% | サードステージの血統パーソロン系（トウルビヨン系）／Northern Dancer 5×4=9.38% | サードステージの血統パーソロン系（トウルビヨン系）／Northern Dancer 5×4=9.38% | （血統表の出典） | （血統表の出典） |
| 父 トウカイテイオー 1988 鹿毛                                                 | 父の父シンボリルドルフ 1981 鹿毛                                              | *Pertholon                                                                    | Milesian         | Milesian         |
| 父 トウカイテイオー 1988 鹿毛                                                 | 父の父シンボリルドルフ 1981 鹿毛                                              | *Pertholon                                                                    | Paleo            |                  |
| 父 トウカイテイオー 1988 鹿毛                                                 | 父の父シンボリルドルフ 1981 鹿毛                                              | スイートルナ                                                                  | スピードシンボリ | スピードシンボリ |
| 父 トウカイテイオー 1988 鹿毛                                                 | 父の父シンボリルドルフ 1981 鹿毛                                              | スイートルナ                                                                  | *Dance Time      |                  |
| 父 トウカイテイオー 1988 鹿毛                                                 | 父の母トウカイナチュラル 1982 鹿毛                                            | *ナイスダンサー                                                               | Northern Dancer  | Northern Dancer  |
| 父 トウカイテイオー 1988 鹿毛                                                 | 父の母トウカイナチュラル 1982 鹿毛                                            | *ナイスダンサー                                                               | Nice Princess    |                  |
| 父 トウカイテイオー 1988 鹿毛                                                 | 父の母トウカイナチュラル 1982 鹿毛                                            | トウカイミドリ                                                                | *Faberge         | *Faberge         |
| 父 トウカイテイオー 1988 鹿毛                                                 | 父の母トウカイナチュラル 1982 鹿毛                                            | トウカイミドリ                                                                | トウカイクイン   |                  |
| 母 ファレノプシス 1995 鹿毛                                                   | 母の父*ブライアンズタイム 1985 黒鹿毛                                         | Roberto                                                                       | Hail to Reason   | Hail to Reason   |
| 母 ファレノプシス 1995 鹿毛                                                   | 母の父*ブライアンズタイム 1985 黒鹿毛                                         | Roberto                                                                       | Bramalea         |                  |
| 母 ファレノプシス 1995 鹿毛                                                   | 母の父*ブライアンズタイム 1985 黒鹿毛                                         | Kelley's Day                                                                  | Graustark        | Graustark        |
| 母 ファレノプシス 1995 鹿毛                                                   | 母の父*ブライアンズタイム 1985 黒鹿毛                                         | Kelley's Day                                                                  | Golden Trail     |                  |
| 母 ファレノプシス 1995 鹿毛                                                   | 母の母*キャットクイル 1990 鹿毛                                               | Storm Cat                                                                     | Storm Bird       | Storm Bird       |
| 母 ファレノプシス 1995 鹿毛                                                   | 母の母*キャットクイル 1990 鹿毛                                               | Storm Cat                                                                     | Terlingua        |                  |
| 母 ファレノプシス 1995 鹿毛                                                   | 母の母*キャットクイル 1990 鹿毛                                               | Pacific Princess                                                              | Damascus         | Damascus         |
| 母 ファレノプシス 1995 鹿毛                                                   | 母の母*キャットクイル 1990 鹿毛                                               | Pacific Princess                                                              | Fiji             |                  |

- 『ウイニングポスト7　マキシマム2006』まで

| サードステージの血統パーソロン系（トウルビヨン系）／Northern Dancer 4×3=18.75%、Nearctic 5×4=9.38%、Natalma 5×4 =9.38% | サードステージの血統パーソロン系（トウルビヨン系）／Northern Dancer 4×3=18.75%、Nearctic 5×4=9.38%、Natalma 5×4 =9.38% | サードステージの血統パーソロン系（トウルビヨン系）／Northern Dancer 4×3=18.75%、Nearctic 5×4=9.38%、Natalma 5×4 =9.38% | （血統表の出典）   | （血統表の出典） |
| 父 トウカイテイオー 1988 鹿毛                                                                                          | 父の父シンボリルドルフ 1981 鹿毛                                                                                       | *Pertholon | Milesian           | Milesian         |
| 父 トウカイテイオー 1988 鹿毛                                                                                          | 父の父シンボリルドルフ 1981 鹿毛                                                                                       | *Pertholon | Paleo              |                  |
| 父 トウカイテイオー 1988 鹿毛                                                                                          | 父の父シンボリルドルフ 1981 鹿毛                                                                                       | スイートルナ | スピードシンボリ   | スピードシンボリ |
| 父 トウカイテイオー 1988 鹿毛                                                                                          | 父の父シンボリルドルフ 1981 鹿毛                                                                                       | スイートルナ | *Dance Time        |                  |
| 父 トウカイテイオー 1988 鹿毛                                                                                          | 父の母トウカイナチュラル 1982 鹿毛                                                                                     | *ナイスダンサー | Northern Dancer    | Northern Dancer  |
| 父 トウカイテイオー 1988 鹿毛                                                                                          | 父の母トウカイナチュラル 1982 鹿毛                                                                                     | *ナイスダンサー | Nice Princess      |                  |
| 父 トウカイテイオー 1988 鹿毛                                                                                          | 父の母トウカイナチュラル 1982 鹿毛                                                                                     | トウカイミドリ | *Faberge           | *Faberge         |
| 父 トウカイテイオー 1988 鹿毛                                                                                          | 父の母トウカイナチュラル 1982 鹿毛                                                                                     | トウカイミドリ | トウカイクイン     |                  |
| 母 スカーレットブーケ 1988 鹿毛                                                                                        | 母の父*ノーザンテースト 1971 鹿毛                                                                                      | Northern Dancer | Nearctic           | Nearctic         |
| 母 スカーレットブーケ 1988 鹿毛                                                                                        | 母の父*ノーザンテースト 1971 鹿毛                                                                                      | Northern Dancer | Natalma            |                  |
| 母 スカーレットブーケ 1988 鹿毛                                                                                        | 母の父*ノーザンテースト 1971 鹿毛                                                                                      | Lady Victoria | Bull Page          | Bull Page        |
| 母 スカーレットブーケ 1988 鹿毛                                                                                        | 母の父*ノーザンテースト 1971 鹿毛                                                                                      | Lady Victoria | Lady Angela        |                  |
| 母 スカーレットブーケ 1988 鹿毛                                                                                        | 母の母*スカーレットインク 1971 黒鹿毛                                                                                  | Crimson Satan | Spy Song           | Spy Song         |
| 母 スカーレットブーケ 1988 鹿毛                                                                                        | 母の母*スカーレットインク 1971 黒鹿毛                                                                                  | Crimson Satan | Bull Poise         |                  |
| 母 スカーレットブーケ 1988 鹿毛                                                                                        | 母の母*スカーレットインク 1971 黒鹿毛                                                                                  | Consentida | Beau Max           | Beau Max         |
| 母 スカーレットブーケ 1988 鹿毛                                                                                        | 母の母*スカーレットインク 1971 黒鹿毛                                                                                  | Consentida | La Menina F-No.4-m |                  |